# Суславич, Эбби
Э́бигейл (Э́бби) Элеано́р Су́славич (англ. Abigail «Abbey» Eleanor Suslavich; род. 22 декабря 1993, Стамфорд) — американская кёрлингистка.
В составе женской команды США участница зимней Универсиады 2015.
Играет на позиции третьего.

## Команды
| Сезон   | Четвёртый         | Третий               | Второй           | Первый              | Запасной                               | Турниры              |
| ------- | ----------------- | -------------------- | ---------------- | ------------------- | -------------------------------------- | -------------------- |
| 2012—13 | Сара Андерсон     | Kathleen Dubberstein | Тейлор Андерсон  | Leilani Dubberstein | Эбигейл Суславич тренер: Тайлер Джордж | ЧСШАЮ 2013 (4 место) |
| 2014—15 | Christine McMakin | Tina Persinger       | Эбигейл Суславич | Anna Hopkins        |                                        |                      |
| 2015    | Ханна Эли         | Эбби Суславич        | Эмма Аннанд      | Эмили Уокер         | Грейс Габовер тренер: Don Arsenault    | ЗУ 2015 (8 место)    |

(скипы выделены полужирным шрифтом)

## Частная жизнь
Из семьи, имеющей непосредственное отношение к кёрлингу: её родители, отец Гэри (англ. Gary Suslavich) и мать Меган (англ. Megan Suslavich), являются владельцами фирмы Brooms Up Curling Supplies по производству оборудования, аксессуаров, одежды и обуви для кёрлинга и торговле ими; фирма много лет является одним из основных спонсоров и партнёров Ассоциации кёрлинга США.
Закончила Висконсинский университет в Мадисоне.